# Анкудинов, Дмитрий
Дми́трий Анкуди́нов (1925, Тула — 18 декабря 1941, Венёвский район, Тульская область) — юный партизан-разведчик Великой Отечественной войны, зверски замучен и расстрелян в декабре 1941 года в Тульской области.

## Биография
Родился в 1925 году в городе Туле, учился в 26-й школе. После завершения обучения в школе поступил и окончил ремесленное училище. Трудовую деятельность начал слесарем-инструментальщиком на оружейном заводе. Был избран комсоргом группы завода.
В октябре 1941 года по просьбе разведотдела штаба 50-й армии был отобран для выполнения заданий в тылу врага.
В ноябре 1941 года не раз выполнял разведывательные задания, пересекая линию фронта и добывая важные сведения. Нужны были данные о количестве и расположении сил противника. В середине декабря на новом задании вместе с ним отправились Саша Дубов и Коля Венедиктов.
В районе деревень Зайцево и Бельково в 12 километрах от Тулы, они проводили разведку сил противника. Успешно выполнив задание, возвращались обратно. Зашли погреться в один из домов деревни Бельково, где их обнаружили предатели и выдали немцам. Все трое молчали на допросах. Пока их держали в сарае, пытались устроить побег, начали рыть мёрзлую землю, но не успели. 18 декабря 1941 года немцы их казнили.
После освобождения Бельково в овраге были обнаружены их трупы. Перед расстрелом их зверски истязали. На спине Коли Венедиктова был высечен крест. Штыковые ранения были нанесены Дубову и Анкудинову. У Димы выколоты глаза. Ребят обнаружили со сцепленными руками.

## Награды
За боевые заслуги в годы Великой Отечественной войны награждён посмертно:
- медалью «За боевые заслуги»
- медалью «За оборону Москвы»

## Память
- Комсомольские билеты троих погибших хранятся в музее Революции в городе Москве.
- В краеведческом музее хранятся их фотографии, школьная тетрадь Саши Дубова, альбом Коли Венедиктова, медали «За оборону Москвы», которыми они были награждены.
- В 1971 году на месте гибели юношей был поставлен обелиск, изготовленный рабочей молодёжью Косогорского металлургического завода.